# Amara turkestana
Amara turkestana (лат.) — вид жуков-тускляков из семейства жужелиц подсемейства харпалин. Средняя Азия (Таджикистан).

## Описание
О биологических особенностях этого вида сведения отсутствуют. Известен только по экземплярам из страны типового местонахождения в Средней Азии. Вид был впервые описан в 1974 году советско-российским энтомологом Олегом Леонидовичем Крыжановским в составе рода Curtonotus под названием Curtonotus turkestanus Kryshanowskij, 1974 по типовым материалам из Таджикистана (Туркестанский хребет: ущелье Kusawlisaj, 2100 м над уровнем моря). Включён в состав монотипического подрода Microleirus Kryshanowskij, 1974.
Для него характерны следующие признаки: две щетинки на средних бёдрах, две щетинки на задних бёдрах, два волоска на простернальном межкоксальном отростке, две надглазничные щетинки, есть передние и базальные латеральные волоски на переднеспинке, простые медиальные шпоры передних голеней. Правый парамер гениталий Microleirus с крючком, как у представителей подродов Leirides Putzeys, 1866, Leiramara Hieke, 1988 и Leironotus Ganglbauer, 1891.